# El Kseur
El Kseur är en ort i Algeriet.   Den ligger i provinsen Béjaïa, i den norra delen av landet, 160 km öster om huvudstaden Alger. El Kseur ligger 84 meter över havet och antalet invånare är 26 050.

## Terräng och klimat
Terrängen runt El Kseur är huvudsakligen kuperad, men den allra närmaste omgivningen är platt. Runt El Kseur är det tätbefolkat, med 286 invånare per kvadratkilometer. Närmaste större samhälle är Barbacha, 16,0 km sydost om El Kseur. Trakten runt El Kseur består till största delen av jordbruksmark.